# 朱葆勤

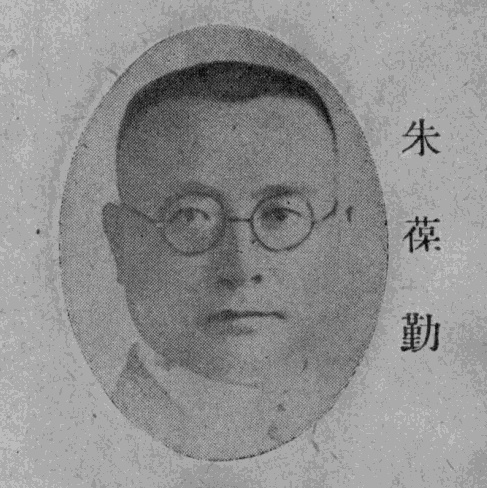
《民國名人圖鑑》--朱葆勤

朱葆勤（1884年—？年），字子勉，廣東省廣州府番禺縣人。日本大阪高等工業學校畢業,宣統二年工科進士。

## 生平
宣統二年(1910年)參加遊學畢業生考試，得89分，列最優等。九月二日，內閣奉上諭：朱葆勤著賞給工科進士。
宣統三年(1911年)，廷試一等，經學部考驗列最優等，授職翰林院庶吉士。
民國7年3月9日，交通部給予一等三級獎章。
歷任國立廣東高等師範學校、北京郵電學校教授。
民國11年7月，眾議院秘書廳三等技士。
民國11年9月至12年2月，任唐山交通大學教授，授物理。
民國15年3月20日，任教育行政委員會參事
民國17年4月14日，任大學院參事
民國17年12月5日，任國民政府教育部參事
民國18年10月2日，任國軍編遣委員會直轄第一編遣分區經理委員會委員長
民國21年3月28日，辭免教育部高等教育司參事
民國26年4月30日，任廣東省政府教育廳督學，民國32年6月23日免

## 著作
- 《中國工用之農產物》 朱葆勤 湖北省農會農報 1924年第5卷第2期